# دوريس جرترود شيبارد
دوريس جرترود شيبارد (بالإنجليزية: Doris Gertrude Sheppard)‏ هي ملحنة وعازفة بيانو نيوزيلندية، ولدت في 1902، وتوفيت في 1982.